# Elektra (Euripides)
 For alternative betydninger, se Elektra (flertydig). (Se også artikler, som begynder med Elektra)
Elektra er en græsk tragedie, skrevet af Euripides. Det er fra midten af 410'erne f.Kr. og sandsynligvis før 413 f.Kr. Det er også uklart, om skuespillet er skrevet før eller efter Sofokles' Elektra.

## Baggrund
Da den græske hærfører, Agamemnon, konge i Mykene (og far til Elektra og Orestes), vender hjem fra den trojanske krig, tror han, at han skal hjem og hædres, og at hans kone Klytaimnestra har ventet trofast på ham. Men kong Agamemnon opdager til sin overraskelse at Klytaimnestra har fundet en elsker, Aigisthos. Klytaimnestra og Aigisthos har planlagt mordet på kong Agamemnon. Klytaimnestra lokker Agamemnon i en fælde, og mens han er i bad, dræber hun og Aigisthos kongen med en økse (eller et sværd). Nu sidder Klytaimnestras elsker, Aigisthos, på tronen. Men Agamemnon og Klytaimnestra havde to børn: sønnen Orestes, der nu bringes til kong Strofios af Fokis af en trofast slave, mens hans søster, Elektra, bliver ladt tilbage. I hele sin ulykkelige barndom venter Elektra på, at Orestes skal komme og hævne drabet på deres fader. Orestes drager til Mykene sammen med sin ven Pylades, søn af kong Strofios, for at dræbe sin mor, Klytaimnestra og Aigisthos. Af frygt for at Elektra skal blive gravid med en mand af ædel byrd, der kan vække Agamemnons blod til live igen, bliver hun gift med en bonde og må leve på landet i helt andre omgivelser, end hun er opvokset i.

## Plot
Elektra handler om Elektra, datter af kong Agamemnon og hans kone, Klytaimnestra,og om hendes bror, Orestes, og hvordan de hævner drabet på deres far. Elektra er gift med en bonde, da hendes mors mand, Aigisthos, konge i Mykene, bliver bange for, at hun som et barn af ædel rang blandet med kong Agamemnons blod som han selv dræbte, vil hævne det mord, som han sammen med Elektras mor, Klytaimnestra udførte. Elektra bor på landet sammen med sin mand, der er fattig bonde. En dag møder hun sin broder Orestes, som blev jaget fra hjemmet, da hun var barn. Først genkender de ikke hinanden, men da det går op for Orestes, at Elektra også vil hævne mordet på deres far, planlægger de mordet på deres moder og hendes mand. Orestes slår Aigisthos ihjel og sammen slår de deres mor ihjel. Så kommer dioskurerne og siger, at Elektra skal giftes med sin bror Orestes' tro følgesvend Pylades, og Orestes skal gå i eksil, tage til Athen og blive dømt ved Areopagos. Her vil han blive frikendt, fordi selve Apollon i virkeligheden stod bag drabet. De frygtelige erinyer (hævngudinder) forsvinder og bliver til Erinyes (en). Orestes og Elektra tager tårevædet afsked med hinanden. Orestes drager så ud og grundlægger en by, hvor han vil få et liv i lykke.

## Personer
- Elektra:

- Datter af kong Agamemnon og Klytaimnestra, søster til Orestes
- Gift med bonden
- Kortklippet hår, pjaltet tøj, har muligvis sår og rifter efter, at hun har revet sig på halsen og slået sig selv hårdt i hovedet for at sørge over sin far
- Selvmedlidende = eleos
- Hun klager over, at skulle bære vand og lave mad, når hun nu er en prinsesse der er lovet meget mere
- Hun virker hævngerrig hen imod aggressiv til sidst i dramaet, da de når til drabet på Klytaimnestra
- Hun er bange for at det skal gå hende skidt, som det gik Aigisthos (han hånede Agamemnons grav)
- At lide under Elektrakomplekset betyder, at man er seksuelt tiltrukket af sin far. (En pendant til Ødipuskomplekset)
- Orestes

- Søn af kong Agamemnon og Klytaimnestra, bror Til Elektra
- Blev ført ud fra borgen af en slave, for at redde hans liv, lige siden har han levet i landflygtighed
- I starten når vi møder ham, fortæller han, at det ikke er muligt at se om en mand er brav og hæderlig på sit ydre, men det er det indre der viser hvilken type menneske man er. Han taler om dyd og menneskelig karakter. Mener mennesker bærer masker
- Vælger hellere den jævne mand
- Hæderlig, ærlig
- Hævngerrig og rationerende efter drabet af sin mor
- Antihelt
- Klytaimnestra

- Gift med kong Agamemnon, nu gift med Aigisthos
- Hjalp sin nye mand med at slå Agamemnon ihjel
- Først fremstiles hun ond og kold. En mor der vælger sin mand frem for sine børn
- I slutningen bliver hun mere menneskelig. Da det kommer frem, at Agamemnon lå i med flere forskellige kvinder, bliver hendes handlinger mere legitime. Agamemnon ofrede deres datter Iphigeneia til Artemis, hvilket hun aldrig tilgav ham
- Aigisthos

- Fremstår usympatisk i starten, viser sig som en ”sølle” mand, er bange for hævnen, gæstfri til sidst
- Eks.: Han byder Orestes og Pylades indenfor, i den tro de er Thessalere på rejse til Alfeios’ bred
- Håner Agamemnons grav
- Aigisthos var en smuk mand af det ydre, men hans indre var uden skamfølelse og umandig
- Bonde:

- Hæderlig
- Fattig mand der har fået tildelt Elektra til hustru
- God
- Pylades

- trofast ven til Orestes
- Siger ikke noget i stykket
- Slave

- Tidligere på borgen med Agamemnon. Det var ham der smuglede Orestes ud, så han overlevede
- Opfører sig som om Elektra, Orestes og han er ligeværdige
- Overtaler/stiller spørgsmål til hvordan og hvorledes, mordet på Aigisthos vedrørende. Det er også ham der opdager at det rent faktisk er Orestes der er hjemme ved Elektra, ved at genkende et ar Orestes fik da han var lille
- Trofast over for sin forhenværende hersker
- Eftertænksom
- Han spørger hvad gavn Elektra har af drabet på sin mor
- Dioskurerne

- Halvguder, der vandrer rundt på jorden og dømmer folks gerninger
- Kastor og Pollux, sønner af Zeus
- Nu ophøjet til guder og vejvisere for folk i havsnød
- Kor

- 15 unge piger fra Argos (Argos: rimeligvis landskabet Argolis, tragediedigterne bruger ordet Argos = Mykene)
- Nogle gange bliver koret brugt til at give et alvidende indblik og andre gange som en direkte enkel person

## Temaer og vigtige ting i Elektra
- Bondens rolle: Den menige mand har også noget at skulle sige/have sagt. Fællesnævner for Aristoteles og den jævne mand er: DEN SUNDE FORNUFT. Indenfor områder som f.eks. etiske spørgsmål/etik. VOX POPULI = folkets røst.
  - Demokratiet i Athen blev indført fra 507 f.kr, og da Elektra er skrevet i år 413 f.kr, skildres bonden som også værende af betydning, den mest hæderlige, folket har lov til at tale. YTRINGSFRIHED: bonden og slaven har lov til at ytre sig.

- Mord, øje for øje, tand for tand, blodhævn (kan de retfærdiggøre moderdrabet på Klytaimnestra?)
- Stærke kvinder: Elektra er drivkraften bag mordet på Klytaimnestra, selvom det er Orestes, der bringer mordet på bane. Klytaimnestra skiller sig af med sin ægtemand. Handlekraftig.
- Penge og karakter: En fattig mand kan være et bedre menneske end en rig mand. Status er ikke afgørende for en mands hæderlighed og gode egenskaber.
- Grå moral: Der bliver lavet om på de gode og de onde. Skiftende sympati. Eks. Klytaimnestras forsvar. Hun opnår vores sympati, da Agamemnon ofrede sin datter under falske forudsætninger, han havde sagt hun skulle giftes med Akilleus, men hun blev i stedet ofret for god vind på sørejsen til Troja. Tager Kassandra med hjem og sidestiller hende med Klytaimestra. Lige for lige. Agamemnon får hvad han fortjener, idet han har krænket hende og dræbt deres datter.
- Feminisme: Ligeret for kvinder og mænd, men kvinderne skal dog bøje sig for manden, jf. Elektras samtale med Klytaimnestra.
- Gudesyn: Der bliver stillet spørgsmål ved gudernes dømmekraft. Dioskurerne siger at Apollons råd var uklogt. Modermord kan ikke retfærdiggøres, men det er Apollons skyld.
- Hybris: Agamemnon begår hybris ved at tage Kassandra med hjem – Aigisthos begår hybris, da han slår Agamemnon ihjel og overtager tronen, og håner hans grav. Nemesis kommer efter dem.
- Dike (Retfærdigheden) vil altid ramme skurken, selvom det i begyndelsen går godt med forbrydelserne – med ondt skal ondt lønnes – Klytaimnestras straf var retfærdig, men modermord er uacceptabelt – Guderne har ondt af menneskenes lidelser og de hjælper kun retfærdige mennesker.